# Épreuve 1 de Gloucester de snooker 2011
L'Épreuve 1 de Gloucester 2011 est un tournoi de snooker classé mineur, qui s'est déroulé du 6 au 10 août 2011 à la South West Snooker Academy de Gloucester en Angleterre.

## Déroulement
Il s'agit de la deuxième épreuve du championnat européen des joueurs, une série de tournois disputés en Angleterre (7 épreuves) et en Europe (5 épreuves), lors desquels les joueurs doivent accumuler des points afin de se qualifier pour la grande finale à Galway.
Le tournoi est tenu à Gloucester, une première puisque les tournois sur le sol Anglais (hormis la coupe MIUS) avaient tous lieu à Sheffield la saison passée.
L'événement compte un total de 211 participants dont 128 ont atteint le tableau final. Le vainqueur remporte une prime de 10 000 £.
Le tournoi est remporté par Judd Trump qui domine assez largement Ding Junhui sur le score de 4 manches à 0 en finale, terminant avec un century. Toutefois, le dénouement de son match du 4e tour a été dramatique, puisque Neil Robertson a simultanément empoché la dernière bille noire et la bille blanche, permettant à Trump de s'imposer 4 manches à 3. Barry Pinches a quant à lui raté l'empochage de la dernière bille noire alors qu'il pouvait réaliser un break maximum.

## Dotation
La répartition des prix est la suivante :
- Vainqueur : 10 000 £
- Finaliste : 5 000 £
- Demi-finaliste : 2 500 £
- Quart de finaliste : 1 500 £
- 8èmes de finale : 1 000 £
- 16èmes de finale : 600 £
- Deuxième tour : 200 £
- Dotation totale : 50 000 £

## Phases finales
|  | Quarts de finale au meilleur des 7 manches | Quarts de finale au meilleur des 7 manches | Quarts de finale au meilleur des 7 manches |            |              | Demi-finales au meilleur des 7 manches | Demi-finales au meilleur des 7 manches | Demi-finales au meilleur des 7 manches |  |  | Finale au meilleur des 7 manches | Finale au meilleur des 7 manches | Finale au meilleur des 7 manches |
|  |                                            |                                            |                                            |            |              |                                        |                                        |                                        |  |  |                                  |                                  |                                  |
|  |                                            | Xiao Guodong                               | 4                                          |            |              |                                        |                                        |                                        |  |  |                                  |                                  |                                  |
|  |                                            | Rory McLeod                                | 1                                          |            |              |                                        |                                        |                                        |  |  |                                  |                                  |                                  |
|  |                                            | Rory McLeod                                | 1                                          |            | Xiao Guodong | 3                                      |                                        |                                        |  |  |                                  |                                  |                                  |
|  |                                            |                                            |                                            |            | Xiao Guodong | 3                                      |                                        |                                        |  |  |                                  |                                  |                                  |
|  |                                            |                                            | Ding Junhui                                | 4          |              |                                        |                                        |                                        |  |  |                                  |                                  |                                  |
|  |                                            | Ryan Day                                   | Ding Junhui                                | 4          | 2            |                                        |                                        |                                        |  |  |                                  |                                  |                                  |
|  |                                            | Ryan Day                                   |                                            |            | 2            |                                        |                                        |                                        |  |  |                                  |                                  |                                  |
|  |                                            | Ding Junhui                                | 4                                          |            |              |                                        |                                        |                                        |  |  |                                  |                                  |                                  |
|  |                                            |                                            |                                            |            |              |                                        |                                        |                                        |  |  |                                  | Ding Junhui                      | 0                                |
|  |                                            |                                            |                                            | Judd Trump | 4            |                                        |                                        |                                        |  |  |                                  |                                  |                                  |
|  |                                            | Yu Delu                                    | 1                                          |            |              |                                        |                                        |                                        |  |  |                                  |                                  |                                  |
|  |                                            | Judd Trump                                 | 4                                          |            |              |                                        |                                        |                                        |  |  |                                  |                                  |                                  |
|  |                                            | Judd Trump                                 | 4                                          |            | Judd Trump   | 4                                      |                                        |                                        |  |  |                                  |                                  |                                  |
|  |                                            |                                            |                                            |            | Judd Trump   | 4                                      |                                        |                                        |  |  |                                  |                                  |                                  |
|  |                                            |                                            | Fergal O'Brien                             | 0          |              |                                        |                                        |                                        |  |  |                                  |                                  |                                  |
|  |                                            | Ronnie O'Sullivan                          | Fergal O'Brien                             | 0          | 3            |                                        |                                        |                                        |  |  |                                  |                                  |                                  |
|  |                                            | Ronnie O'Sullivan                          |                                            |            | 3            |                                        |                                        |                                        |  |  |                                  |                                  |                                  |
|  |                                            | Fergal O'Brien                             | 4                                          |            |              |                                        |                                        |                                        |  |  |                                  |                                  |                                  |

## Finale
| Finale au meilleur des 7 manches Arbitre : Eirian Williams |                          |                       |
| Ding Junhui Chine                                          | 0 - 4 ( - )              | Judd Trump Angleterre |
| 0 ???                                                      | Centuries Meilleur break | 1 121                 |
| Judd Trump remporte l'Épreuve 1 de Gloucester 2011         |                          |                       |